# Michaił Barsukow (rosyjski generał)
Michaił Iwanowicz Barsukow (ur. 8 listopada 1947 w obwodzie lipieckim) – rosyjski generał armii, dyrektor FSB.
Absolwent Moskiewskiej Wyższej Ogólnowojskowej Szkoły Dowódczej im. Rady Najwyższej ZSRR oraz (zaocznie) Akademii Wojskowej im. Michaiła Frunzego. Od 1964 w wojskach KGB, od 1992 dowódca Głównego Zarządu Ochrony Federacji Rosyjskiej (komendant Kremla). Od lipca 1995 do 20 czerwca 1996 dyrektor Federalnej Służby Bezpieczeństwa. Mianowany do stopnia generała armii.
Od 1 sierpnia 1995 wchodził w skład Rady Bezpieczeństwa Rosji.
Żonaty. Syn Igor, oficer, zginął śmiercią samobójczą 30 października 1998.